# Bertram N. Brockhouse
Bertram Neville Brockhouse, född 15 juli 1918 i Lethbridge, död 13 oktober 2003 i Hamilton, var en kanadensisk fysiker.
Han fick Nobelpriset i fysik 1994, med motiveringarna "för pionjärinsatser vid utvecklingen av neutronspridningsmetoder för studier av kondenserad materia" och "för utvecklingen av neutronspektroskopi". Han delade priset med amerikanen Clifford G. Shull.

## Forskning
Brockhouse tog doktorsexamen i fysik vid universitetet i Toronto 1950. Han var professor vid McMaster University i Ontario mellan 1962 och 1984.
Brockhouse är känd för att ha utvecklat en variant av neutrondiffraktionstekniken. Neutrondiffraktionstekniken innebär att ett preparat blir bestrålat med en stråle av neutroner som alla har samma våglängd. När neutronerna träffar atomkärnorna i preparatet sprids de åt alla håll i ett mönster som kan fotograferas och tolkas. Mönstret ger information om atomkärnors relativa positioner och kan därför användas för att studera atomstrukturen hos olika material. I Brockhouses variant mäts den relativa energin hos de utspridda neutronerna för att på så sätt få ytterligare information. 
Brockhouse invaldes som utländsk ledamot av Kungliga Vetenskapsakademien 1984.